# Grammy Award para Melhor Canção de Rap
O Grammy Award para Best Rap Song é uma das categorias do Grammy Awards, cerimônia que premia as realizações na indústria musical. Esta categoria premia a composição de músicas no gênero do rap e o prêmio é entregue aos compositores e não ao artista da música.
De acordo com o guia descritivo do Grammy Awards, a categoria premia os "compositores de uma música que contenha letra e melodia, que seja nova, ou que tenha atingido proeminência durante aquele ano. Músicas contendo samples de outras canções são elegíveis nessa categoria".
O compositor que mais vezes venceu nessa categoria foi o rapper Kanye West, que venceu seis das suas quinze indicações. Em seguida aparece o rapper Jay-Z, com três vitórias de dez indicações. O rapper T.I. (creditado como compositor como Clifford Harris) detém o recorde de maior número de indicações sem vitórias, tendo sido indicado quatro vezes.

## Vencedores
| Ano  | Compositor                                                                                   | Música                       | Artista                                   | Indicados | Ref.   |
| ---- | -------------------------------------------------------------------------------------------- | ---------------------------- | ----------------------------------------- | --- | ------ |

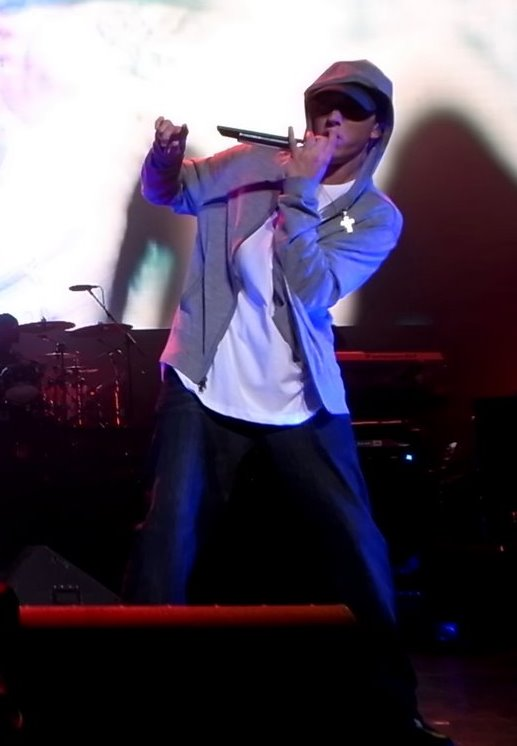
Eminem, vencedor em 2004 com a música Lose Yourself.

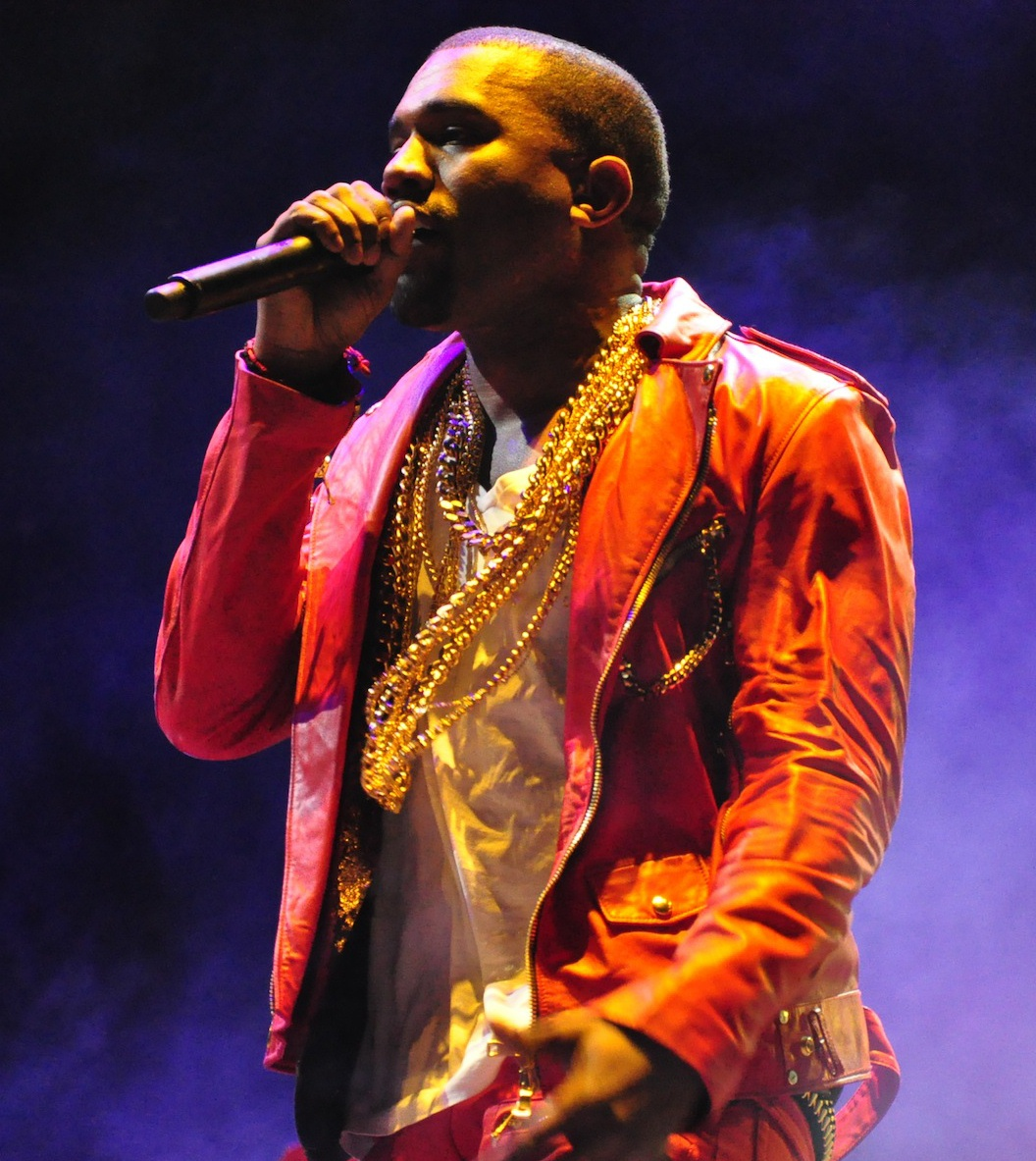
Com seis vitórias, Kanye West é o maior vencedor da categoria.

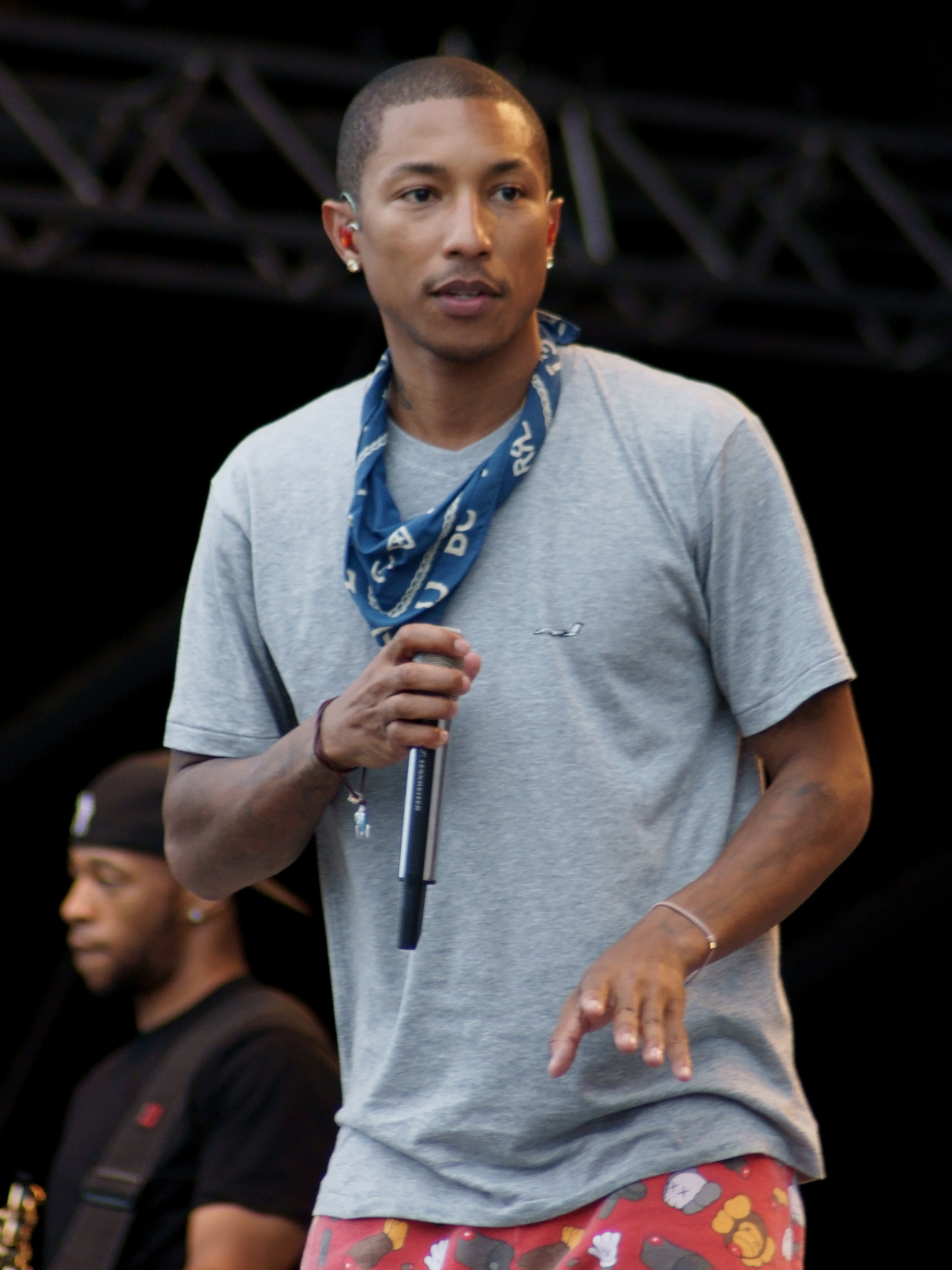
Pharrell Williams venceu em 2007 e 2016.

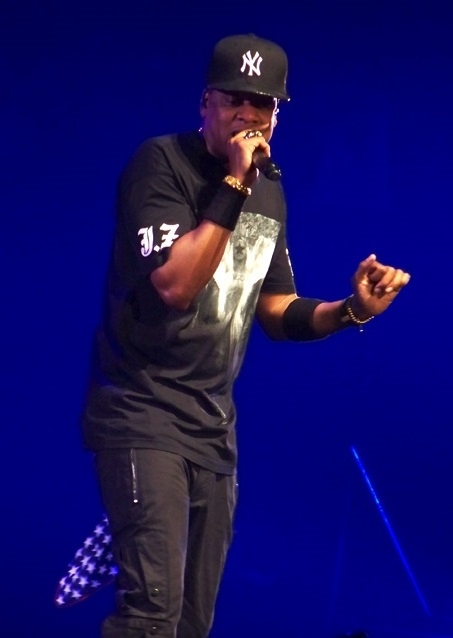
Jay-Z, vencedor em 2010, 2011 e 2013.

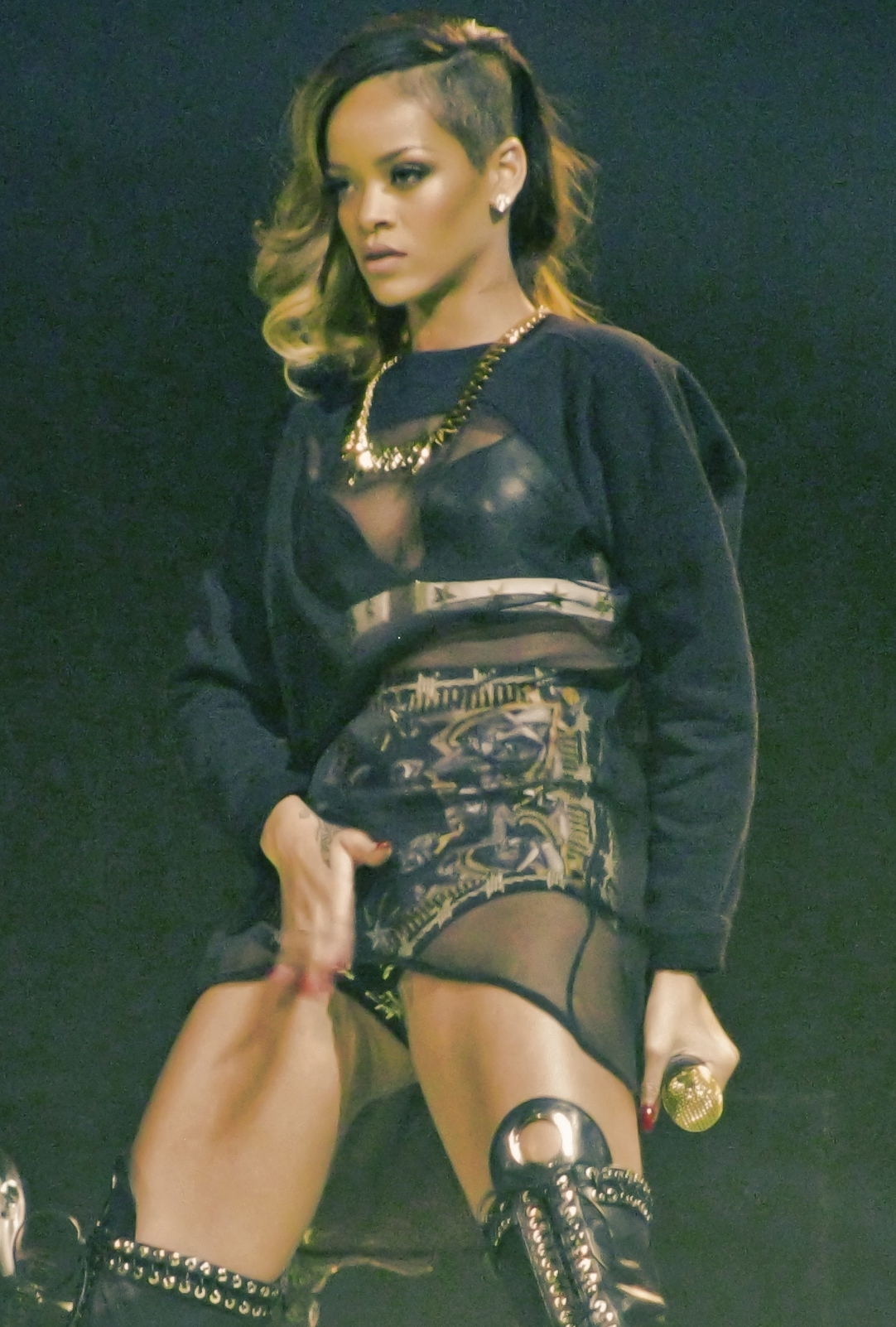
Rihanna, vencedora em 2010 com a canção Run This Town.

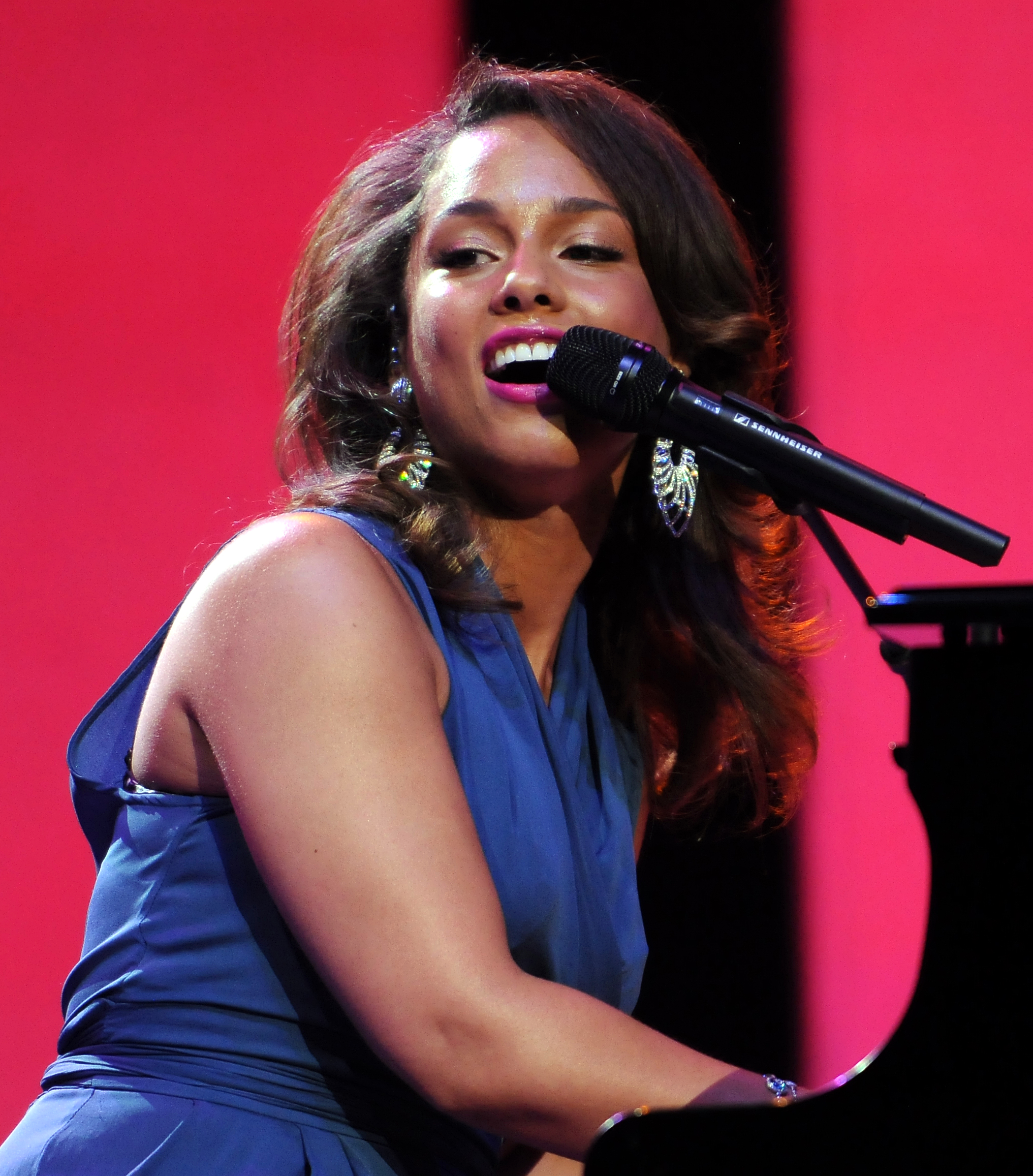
Alicia Keys venceu em 2011 com Empire State of Mind.

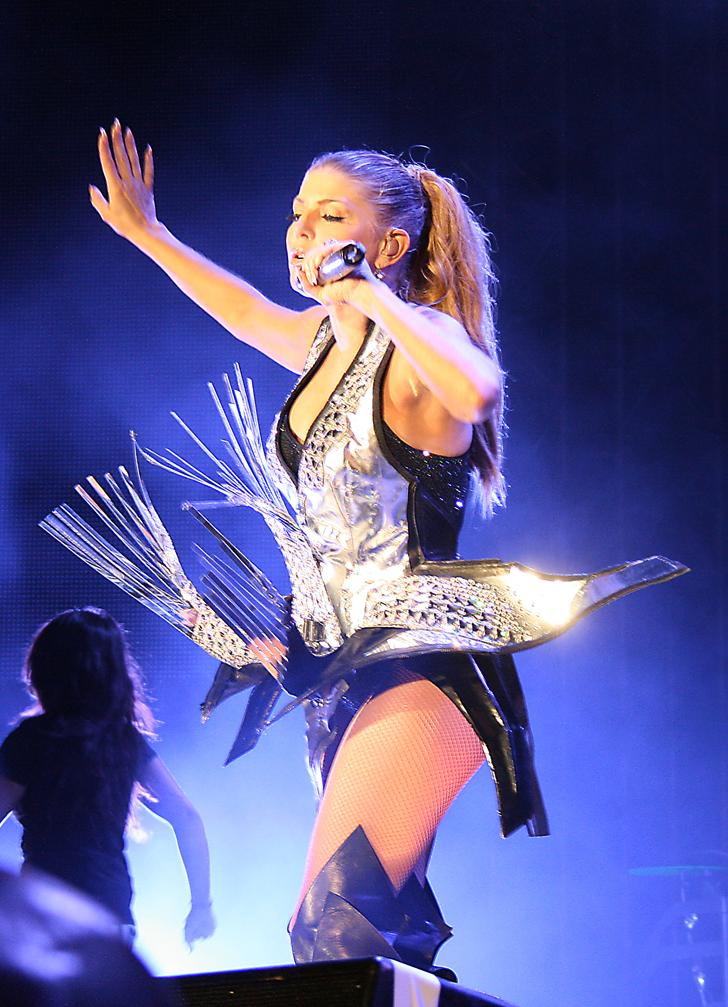
Fergie, vencedora em 2012 com a canção All of the Lights.

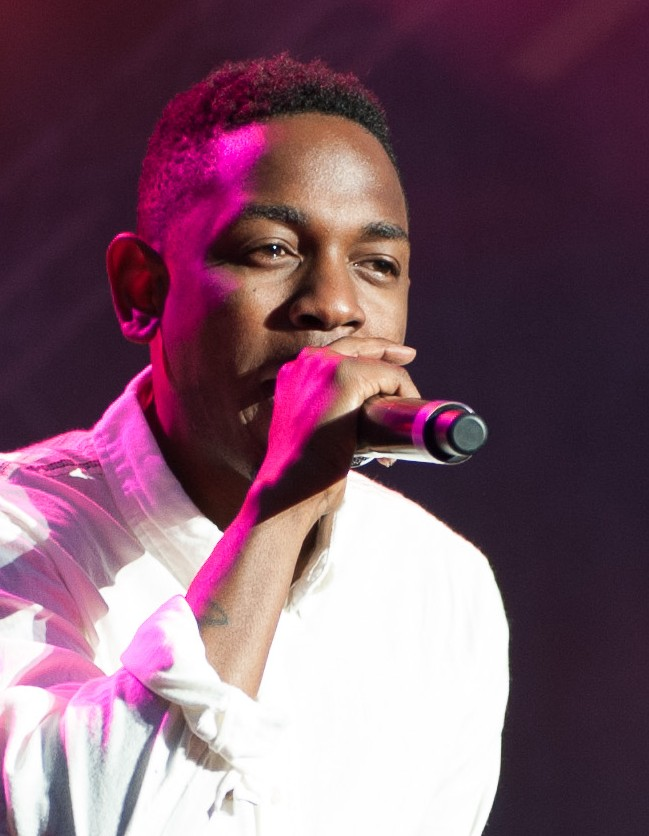
Kendrick Lamar, vencedor em 2015 e 2016.

| 2004 | Jeff Bass, Eminem e Luis Resto                                                               | "Lose Yourself"              | Eminem                                    | - Calvin Broadus, Chad Hugo e Pharrell Williams – "Beautiful" por Snoop Dogg com Pharrell - Shawn Carter, Chad Hugo e Pharrell Williams – "Excuse Me Miss" por Jay-Z com Pharrell - Mike Elizondo, C. Jackson e A. Young – "In da Club" por 50 Cent - Missy Elliott e Tim Mosley – "Work It" por Missy Elliott | [ 3 ]  |
| 2005 | Miri Ben-Ari, Che Smith e Kanye West                                                         | "Jesus Walks"                | Kanye West                                | - Snoop Dogg, Chad Hugo, Scott Thomas e Pharrell Williams – "Drop It Like It's Hot" por Snoop Dogg com Pharrell - Will Adams e Anthony Henry – "Hey Mama" por The Black Eyed Peas - Will Adams, Mike Fratantuno, Jaime Gomez, George Pajon, Jr., Allan Pineda e Terence Yoshiaki – "Let's Get It Started" por The Black Eyed Peas - Shawn Carter and Rick Rubin – "99 Problems" por Jay-Z | [ 4 ]  |
| 2006 | Devon Harris e Kanye West                                                                    | "Diamonds from Sierra Leone" | Kanye West                                | - 50 Cent e Scott Storch – "Candy Shop" por 50 Cent com Olivia - William Adams, Printz Board, Stacy Ferguson e George Pajon, Jr. – "Don't Phunk With My Heart" por The Black Eyed Peas - Jayceon Taylor e 50 Cent – "Hate It Or Love It" por The Game com 50 Cent - Missy Elliott, Ciara Harris e Isaac Freeman – "Lose Control" por Missy Elliott com Ciara e Fatman Scoop | [ 5 ]  |
| 2007 | Ludacris e Pharrell Williams                                                                 | "Money Maker"                | Ludacris com Pharrell Williams            | - Chadron Moore e Jasiel Robinson – "It's Goin' Down" por Yung Joc - Wasalu Muhammad Jaco – "Kick, Push" por Lupe Fiasco - Jakeem Seriki, Juan Salinas, Oscar Salinas e Anthony Henderson – "Ridin'" por Chamillionaire - Adrian Davis e Clifford Harris – "What You Know" por T.I. | [ 6 ]  |
| 2008 | Aldrin Davis, Faheem Najm e Kanye West                                                       | "Good Life"                  | Kanye West com T-Pain                     | - Curtis Jackson, Nathaniel Hills, Timothy Mosley e Justin Timberlake – "Ayo Technology" por 50 Cent com Justin Timberlake - Clifford Harris e Byron Thomas – "Big Things Poppin' (Do It)" por T.I. - Aldrin Davis e Kanye West – "Can't Tell Me Nothing" por Kanye West - Soulja Boy – "Crank That" por Soulja Boy | [ 7 ]  |
| 2009 | Dwayne Carter, Stephen Garrett, Darius Harrison, Jim Jonsin e Rex Zamor                      | "Lollipop"                   | Lil Wayne com Static Major                | - Tramar Dillard e Faheem Najm – "Low" por Flo Rida com T-Pain - C. Broadus, S. Lovejoy e D. Stewart – "Sexual Eruption" por Snoop Dogg - Wasalu Muhammad Jaco – "Superstar" por Lupe Fiasco com Soundtrak - Mathangi Arulpragasam, Dwayne Carter, Shawn Carter, Clifford Harris, Topper Headon, Mick Jones, Wesley Pentz, Paul Simonon, Joe Strummer e Kanye West – "Swagga Like Us" Lil Wayne com Jay-Z, T.I., Kanye West e M.I.A. | [ 8 ]  |
| 2010 | Jeff Bhasker, Shawn Carter, Robyn Fenty, Kanye West e Ernest Wilson                          | "Run This Town"              | Jay-Z com Rihanna e Kanye West            | - Dwayne Carter, Aubrey Drake Graham & Matthew Samuels – "Best I Ever Had" por Drake - S. Mescudi e O. Omishore – "Day 'n' Nite" por Kid Cudi - Clifford Harris e Justin Timberlake – "Dead and Gone" por T.I. com Justin Timberlake - Shawn Carter e Ernest Wilson – "D.O.A. (Death of Auto-Tune)" por Jay-Z | [ 9 ]  |
| 2011 | Shawn Carter, Angela Hunter, Alicia Keys, Jane't "Jnay" Sewell-Ulepic e Alexander Shuckburgh | "Empire State of Mind"       | Jay-Z com Alicia Keys                     | - Alexander Grant, Skylar Grey e Marshall Mathers – "Love the Way You Lie" por Eminem com Rihanna - Matthew Burnett, Jordan Evans, Marshall Mathers, Luis Resto e Matthew Samuels – "Not Afraid" por Eminem - Philip Lawrence, Ari Levine, Bruno Mars e Bobby Simmons Jr. – "Nothin' On You" por B.o.B com Bruno Mars - Shawn Carter, J. Chaton e K. Dean – "On to the Next One" por Jay-Z e Swizz Beatz | [ 10 ] |
| 2012 | Jeff Bhasker, Stacy Ferguson, Malik Jones, Warren Trotter e Kanye West                       | "All of the Lights"          | Kanye West com Rihanna, Kid Cudi e Fergie | - Mikkel S. Eriksen, Tor Erik Hermansen e Cameron Thomaz – "Black and Yellow" por Wiz Khalifa - Andre Young, Alexander Grant, Skylar Grey e Marshall Mathers – "I Need a Doctor" por Dr. Dre, Eminem e Skylar Grey - Chris Brown, Wesley Pentz, Jean Baptiste, Ryan Buendia, Dwayne Carter, Trevor Smith, Nick van de Wall (Afrojack) – "Look at Me Now" por Chris Brown, Busta Rhymes e Lil Wayne - Shawn Carter e Kanye West – "Otis" por Jay-Z e Kanye West - Dustin William Brower, Jonathon Keith Brown, Daniel Johnson, Kane and Wasalu Muhammad Jaco – "The Show Goes On" por Lupe Fiasco | [ 11 ] |
| 2013 | Shawn Carter, Mike Dean, Chauncey Hollis e Kanye West                                        | "Niggas in Paris"            | Jay-Z e Kanye West                        | - Nasir Jones e Ernest Wilson – "Daughters" por Nas - Olubowale Akintimehin, S. Joseph Dew, Jerrin Howard, Walker Johnson e Miguel Jontel Pimentel – "Lotus Flower Bomb" por Wale com Miguel - Sean Anderson, Tauheed Epps, Stephan Taft, James Thomas, Terrence Thornton and Kanye West – "Mercy" por Kanye West com Big Sean, Pusha T e 2 Chainz - Dwayne Carter, Aubrey Graham e Michael Stevenson – "The Motto" por Drake com Lil Wayne e Tyga - Calvin Broadus, Chris Brody Brown, Philip Lawrence, Ari Levine, Peter Hernandez and Cameron Thomaz – "Young, Wild & Free" por Snoop Dogg e Wiz Khalifa com Bruno Mars | [ 12 ] |
| 2014 | Ben Haggerty e Ryan Lewis                                                                    | "Thrift Shop"                | Macklemore & Ryan Lewis com Wanz          | - Tauheed Epps, Aubrey Graham, Kendrick Lamar, Rakim Mayers e Noah Shebib – "Fuckin' Problems" por ASAP Rocky com Drake, 2 Chainz e Kendrick Lamar - Shawn Carter, Terius Nash, J. Harmon, Timothy Mosley, Justin Timberlake e Ernest Wilson – "Holy Grail" por Jay Z com Justin Timberlake - Christopher Breaux, Benjamin Bronfman, Mike Dean, Louis Johnson, Malik Jones, Elon Rutberg, Sakiya Sandifer, Che Smith, Kanye West e Cydel Young – "New Slaves" por Kanye West - William Coleman, Aubrey Graham e Noah Shebib – "Started from the Bottom" por Drake | [ 13 ] |
| 2015 | Kendrick Duckworth, C. Smith e Ronald Isley                                                  | "i"                          | Kendrick Lamar                            | - Ernest Clark, Jamal Jones, Onika Maraj, Marcos Palacios e J. Solone Myvett – "Anaconda" por Nicki Minaj - Mike Dean, Malik Jones, Che Pope, Elon Rutberg, Sakiya Sandifer, John Stephens, Kanye West, Charlie Wilson e Cydel Young – "Bound 2" por Kanye West com Charlie Wilson - Noel Fisher e Cameron Thomaz – "We Dem Boyz" por Wiz Khalifa - A. Feeney, Aubrey Graham, A. Hernandez, P. Jefferies, Noah Shebib e M. Samuels – "0 to 100 / The Catch Up" por Drake | [ 14 ] |
| 2016 | Kendrick Duckworth, Kawan Prather, Mark Anthony Spears e Pharrell Williams                   | "Alright"                    | Kendrick Lamar                            | - Ernest Brown, Tyler Bryant, Sean Combs, Mike Dean, Rennard East, Noah Goldstein, Malik Yusef Jones, Tyler Bryant, Karim Kharbouch, Allan Kyariga, Kendrick Lamar, Paul McCartney, Victor Mensah, Charles Njapa, Che Pope, Patrick Reynolds, Allen Ritter, Kanye West, Mario Winans e Cydel Young - "All Day" por Kanye West com Theophilus London, Allan Kingdom e Paul McCartney - Richard Dorfmaister, A. Graham, Markus Kienzl, M. O'Brien, M. Sammuels e Phillip Thomas - "Energy" por Drake - Lonnie Lyn, Che Smith e John Stephens - "Glory" por Common e John Legend - Tonny Fadd e Willie J. Maxwell - "Trap Queen" por Fetty Wap | [ 15 ] |
| 2017 | Aubrey Graham e Paul Jefferies                                                               | "Hotline Bling"              | Drake                                     | - Joseph Cartagena, Edward Davadi, Shandel Green, Karim Karbouch, Andre Christopher Lyon, Reminisce Mackie e Marcelo Valenzano - "All the Way Up" por Fat Joe e Remy Ma com French Montana e Infared - Chancelor Bennett, Ross Bichard, Ernerst Brown, Andrew Dawson, Kasseem Dean, Mike Dean, Noah Goldstein, Kejuan Muchita, Patrick Reynolds, Kanye West e Cydel Young - "Famous" por Kanye West com Rihanna - Chancelor Bennett, Dwayne Carter e Tauheed Epps - "No Problem" por Chance, The Rapper com Lil Wayne e 2 Chainz - Chancelor Bennett, Kasseem Dean, Mike Dean, Kirk Franklin, Noah Goldstein, Samuel Griesemer, Terius Nash, Jerome Potter, Kelly Price, Nico Segal, Derek Watkins, Kanye West e Cydel Young - "Ultralight Beam" por Kanye West com Chance, The Rapper, Kelly Price, Kirk Franklin e The-Dream | [ 16 ] |